# Kwangmyŏngsŏng-3
Kwangmyŏngsŏng-3 (Hangul: 광명 성 3 호; Hanja: 光明星3号; traducido del coreano como "Estrella Brillante-3" o Lode Star-3) fue un satélite norcoreano de observación terrestre, que de acuerdo con la declaración brindada por las autoridades de Corea del Norte, se lanzó con fines meteorológicos.

## Historia
Su lanzamiento fue interpretado en Occidente como una prueba encubierta de misiles balísticos desarrollados por el país norcoreano. El satélite fue lanzado el 13 de abril de 2012 a las 7:39 a. m. KST a bordo del cohete portador de satélites Unha-3, desde la Estación de Lanzamiento de Sohae.
El lanzamiento estaba previsto para conmemorar el centenario del nacimiento de Kim Il-sung, fundador de la nación norcoreana.
El 1 de diciembre de 2012, Corea del Norte anunció que el satélite de reemplazo Kwangmyŏngsŏng-3 2 sería lanzado entre el 10 y el 22 de diciembre de 2012. Después de los retrasos debido a desfavorables condiciones meteorológicas, se amplió la fecha del lanzamiento final hasta el 29 de diciembre, pero ante la mejora en las condiciones climáticas, su lanzamiento se adelantó el 12 de diciembre del mismo año. Fue finalmente lanzado desde el Centro Espacial de Sohae, tiene un periodo nodal de 95 minutos 25 segundos; una inclinación de 97,4 grados, un apogeo de 584,9 kilómetros y un perigeo de 492,5 kilómetros.

## Fracaso
Después del lanzamiento del satélite, la Agencia Telegráfica Central de Corea informó que el satélite falló en alcanzar su órbita. La misma información fue transmitida en la Televisión Central de Corea, siendo un muy raro caso en que los medios norcoreanos divulgaban una mala noticia a la población.
Según los medios occidentales, el cohete estalló tras 90 segundos de estar en el aire, posteriormente a su lanzamiento, y estando cerca del cúlmino del despliegue del módulo satelital, tras dejar caer la primera etapa propulsora del cohete.